# Рябцев, Константин Иванович
Константи́н Ива́нович Ря́бцев (Рябцо́в; 14 (26) мая 1879 ‒ 29 июля 1919, Харьков) — русский военачальник, полковник русской армии (1917), правый эсер. В октябре 1917 года — командующий войсками Московского округа и участник сопротивления вооружённому восстанию большевиков в Москве. Убит белогвардейцами.

## Биография
Константин Рябцев родился в селе Гусь-Парахино Касимовского уезда Рязанской губернии. Из семьи священника.
Учился в Рязанской духовной семинарии, однако по истечении 3 лет учёбы был уволен по прошению, не закончив её (окончил 4 класса).
В 1900 году в 21 год поступил на военную службу — 18 августа вступил вольноопределяющимся во 2-й Закаспийский стрелковый батальон Туркестанского 17-й стрелкового полка.
В 1901 году поступил в Тифлисское пехотное юнкерское училище. С 1901 года курс обучения длился три года вместо прежних двух. В 1904 году окончил училище. Выпущен подпоручиком (ст. 09.08.1904) в 121-й пехотный Пензенский полк.
Участвовал в русско-японской войне (1904—1905). Во время русско-японской войны Пензенский полк участвовал в сражениях под Юшулином, при Кангуалине, Ляояном и на реке Шахэ, потеряв при атаке Лесной сопки 10 офицеров и 594 нижних чинов, а во время Мукденского сражения полк, находясь в составе 2-й армии, был двинут 23 февраля 1905 года в деревню Мадяпу на смену 33-го пехотного Елецкого полка и в течение двух дней выдерживал стремительный натиск японцев. При отступлении армии к Телину 2, 3 и 4-й батальоны Пензенского полка были окружены японцами у Императорской рощи и деревни Сахэдзы и, понеся громадные потери (22 офицера и 1359 нижних чинов), штыками пробились на юг. За доблестное участие в войне с Японией Пензенскому полку был пожалован «поход за военное отличие».
С 1907 года — поручик (ст. 10.08.1907). С 1911 — штабс-капитан (ст. 10.08.1911).
В 1912 году окончил Императорскую Николаевскую военную академию (по 1-му разряду) в Санкт-Петербурге. По выпуске из академии приказом по генштабу № 27 за 1913 прикомандирован к своему (121-му пех.) полку для командования ротой.
Увлекался литературной деятельностью. Под псевдонимами «К. И.» и «К. И. Киров» сотрудничал в ряде издательств, в том числе в харьковской газете «Утро», в газетах «Вестник X армии», «Военно-исторический вестник», в журнале В. Г. Черткова «Голос Толстого и Единение».

### Первая мировая война
В первые годы 1-й мировой войны служил в штабах 1-й и 10-й армий. С начала мировой войны состоял в штабе 10-й армии Северо-Западного фронта корпуса Ф. В. Сиверса.
В октябре 1914 года, когда Сиверс был назначен командующим 10-й армией, Рябцев был переведён им в штаб этой армии. Помощник ст. адъютанта отделения ген-кварт. штаба 10-й армии (с 16.01.1915). Капитан (12.1914; ст. 10.08.1913).
В конце января 1915 года Рябцев был прикомандирован к штабу III Сибирского корпуса генерала Е. А. Радкевича. В феврале 1915 года в период Августовской операции Рябцев принимал участие в руководстве действиями III корпуса. Военные историки отмечают особую роль III Сибирского корпуса, который не дал продвинуться многократно превосходившему его противнику. По окончании операции генерал Радкевич представил Рябцева к награждению Георгиевским оружием (представление было отклонено).
1916 год — и.д. штаб-офицера для поручений отдела ген. кварт. штаба 10-й армии (назначен между 01.01. и 01.03.1916). Подполковник (пр. 1916; ст. 06.12.1915).
На 3 января 1917 года Константин Рябцев числился как офицер для поручений отделения ген-кварт. штаба 10-й армии.
С февраля 1917 года — начальник штаба 31-й пехотной дивизии.

### Революционный 1917 год
По ходатайству командующего Московским военным округом Александра Верховского 27 июля (9 августа) Константин Рябцев был назначен к нему начальником штаба округа.
Ровно через месяц, 27 августа (9 сентября), Керенский распустил кабинет министров и отстранил генерала Корнилова от должности Верховного Главнокомандующего, потребовал отмены движения на Петроград конного корпуса и назначил сам себя Верховным главнокомандующим. Генерал Корнилов такой приказ выполнять отказался. После этого Керенский открыто объявил генерала Корнилова «мятежником». Началось Корниловское выступление. В этом противостоянии Рябцев вместе с Верховским выступили на стороне Временного правительства и Керенского. В дни корниловского выступления именно Рябцев, по свидетельству Антона Деникина, первым донёс о «калединском мятеже».

17 октября Керенский в разговоре с донской депутацией признал эпизод с калединским мятежом «тяжелым и печальным недоразумением, которое было следствием панического состояния умов на юге». Это не совсем верно: паника имела место главным образом на севере; её создали своими заявлениями Авксентьев, Либер, Руднев (Московский городской голова), Верховский, Рябцев (помощник команд, войск. Московс. округа) и многие другие. Официальной реабилитации, однако, так и не последовало, и атаман, объявленный мятежником, к соблазну страны два месяца уже правил в таком почетном звании областью и войском.

30 августа (12 сентября) Керенский назначил командующего войсками Московского ВО полковника Александра Верховского военным министром Временного правительства. После этого 2(15) сентября Рябцев был назначен командующим войсками Московского военного округа с производством в полковники.
В сентябре Верховский провёл частичную демобилизацию, старался повысить боеспособность разваливавшейся армии. Так в Московской губернии по приказу Рябцева было расформировано 18 «наиболее разложившихся» запасных полков.

### Октябрьское восстание
В Москве, становление Советской власти происходило сложнее, чем в Петрограде. Руководство московских большевиков занимало более осторожную, чем ЦК партии, позицию: в частности, ещё накануне решающих событий в Петрограде оно выступало против вооружённого захвата власти. В Москве Совет рабочих депутатов не был объединён с Советом солдатских депутатов, и если первый находился под влиянием большевиков, то во втором были сильны симпатии в отношении умеренных социалистических партий. Кроме того, Московская дума инициативно попыталась объединить силы противников большевистского переворота.
Известие о решающих событиях в Петрограде московские большевики получили в полдень 25 октября, и в тот же день был создан партийный орган по руководству восстанием — Боевой центр, а затем на объединённом пленуме московских Советов — Военно-революционный комитет (ВРК). Согласно приказу № 1 ВРК, части московского гарнизона приводились в боевую готовность и должны были исполнять только исходящие от ВРК распоряжения. Одновременно, 25 октября, Московская городская дума избрала Комитет общественной безопасности, которым руководили городской голова эсер Вадим Руднев и командующий войсками Московского военного округа полковник Константин Рябцев. Комитет выступал с позиции защиты Временного правительства, но мог опираться главным образом только на офицеров и юнкеров.
Овладев в Петрограде Петропавловской крепостью без боя, большевики в Москве ставили целью захватить Кремль. В ночь на 26 октября ВРК вызвал в Кремль роты 193-го запасного полка. Полк был намечен штабом военного округа к расформированию, но солдаты не подчинились этому распоряжению. Грузовики с рабочими прибыли рано утром 26 октября. На усиление караула 56-го запасного полка, находившегося в Кремле, двинули только две роты 193-го полка. В это время юнкера заняли Манеж и кольцом окружили Кремль. Находившиеся в Кремле лишены были какой бы то ни было связи с внешним миром, с гарнизоном и районами.
Вместо немедленного призыва к выступлению ВРК начал с Рябцевым переговоры, причём для участия в них представители ВРК приехали на территорию осаждённого юнкерами Кремля. ВРК настаивал на том, чтобы юнкера сняли наружную охрану Кремля. Рябцев требовал, чтобы солдаты 193-го полка покинули Кремль и чтобы внутренняя охрана последнего была усилена юнкерами, то есть добивался полного овладения Кремлем. Представители ВРК дали согласие на увод рот 193-го полка, но потребовали оставления 56-го полка.
Участник тех событий юнкер В. С. Арсеньев вспоминал: «Ночью подполковник Рябцев объезжал посты в коляске, запряжённой парой серых, и громко здоровался с укрытыми и спрятанными людьми на постах; как мы говорили, это была явная провокация, ибо немедленно эти места начинали обстреливаться со стен Кремля.».
27 октября утром солдаты 193-го полка покинули Кремль, гарнизон последнего ослаб, а ушедшие перед этим юнкера снова стеной окружили Кремль. Солдаты 56-го полка оказались одинокими перед вооружённой силой нескольких рот юнкеров, и командующий броневой ротой 6-й школы прапорщиков потребовал от солдат 56-го полка сдачи оружия. Предоставленные самим себе, солдаты стали разоружаться. Сданы были винтовки и 40 пулемётов. Тогда в Кремль вошли две роты юнкеров. Когда солдаты увидели, что вошли только две роты, они сделали попытку снова овладеть оружием. Это не удалось. Безоружные, они подверглись обстрелу из пулемётов в упор.
Рябцев находился весь день в колебаниях, поскольку стремился решить конфликт мирно. Он не вызвал из Калуги полки, готовые прийти на помощь. При этом юнкера на митингах требовали отставки Рябцева; предложили командование округом генералу А. А. Брусилову (ст.), но тот отказался.
К вечеру Рябцев освободился от большевистского полуплена в Кремле и в 6 часов вечера 27 октября объявил город на военном положении. Он предъявил ультиматум об упразднении ВРК, немедленном выводе из Кремля 56-го полка и возврате вывезенного из Кремля оружия (фактически из Кремля было вывезено очень немного винтовок). Срок ультиматума — 15 минут; по истечении его, в случае неполучения ответа к сроку, — артиллерийский обстрел. ВРК ответил на это призывом к рабочим объявить всеобщую забастовку и выступить на борьбу за власть советов.
ВРК временно отступил и перенёс центр тяжести мобилизации сил и боёв на территорию районов Москвы. Между тем штаб МВО укрепился в Кремле и на прилегающей территории. Юнкера не только овладели Кремлем (произведя расстрел части разоружённых солдат 56-го полка), но создали себе опорные пункты во всем ближайшем районе.

…в Москве 1917 года Октябрь сражался с Февралём. Белой была Россия Февраля и Реставрации одновременно. Белой была поэтому Москва Арбата, где примирились два начала — интеллигентское и элитарно-военное, до Февраля непримиримые. Городской голова Руднев и полковник Рябцев олицетворяли этот союз. При том, что оба были дети Февраля, эсеры разного оттенка. Незаконной силе противостояла псевдозаконная в отсутствие законной, которую они свалили вместе. Военная элита несуществующей законной власти поставила на меньшее из зол.

Рахматуллин Рустам, «Новый Мир» 2001

11 ноября КОБ и ВРК при посредничестве московского бюро Викжеля договорились о временном перемирии. Оно было заключено на 24 часа и началось с 12 часов ночи на 12 ноября. Обеими сторонами был принят ряд условий, по одному из которых все войска должны быть разведены по своим частям и поступить в распоряжение Рябцева.
Однако сутки спустя в 12 часов ночи на 13 ноября ВРК не стал продолжать перемирие. 13 ноября «красные» заняли кадетские корпуса. К вечеру белая гвардия отступила к Кремлю.
14 ноября красные начали артиллерийский обстрел Кремля. 15 ноября председатель КОБ Руднев обратился к ВРК с просьбой прекратить боевые действия и сообщить условия перемирия. В 5 часов вечера было заключено новое перемирие на условиях ВРК. Главным условием было роспуск КОБ и передача оружия и расформирование Белой гвардии. В юнкерских училищах сохраняется лишь то оружие, которое необходимо для обучения. Всё остальное оружие юнкерами возвращается. Оружие могли сохранить только офицеры. ВРК гарантировал всем свободу и неприкосновенность личности.
2 (15) ноября, на восьмой день противостояния, полковник Рябцев отдал приказ войскам округа о прекращении военных действий. Он сдал большевикам Александровское училище, где находился штаб Московского военного округа. По договору с ВРК антибольшевистские силы отпускали пленных и разоружались (кроме офицеров). Им гарантировалась свобода и личная безопасность. В ночь на 3 (16) ноября Кремль был захвачен большевиками. Константин Иванович Рябцев был смещён с должности Военно-революционным комитетом.
Через неделю после этого он был арестован в городе Шуя и помещён в Таганскую тюрьму. Освобожден после трёхнедельного заключения (вероятно по хлопотам жены).

### На Украине
С 14 июня 1918 года постановлением ВЦИК РСФСР представители меньшевиков, также как и правых эсеров, были исключены из состава ВЦИК и Советов всех уровней. Удаление меньшевиков из Советов, лишение их органов печати и аресты ослабили возможности влияния.
В сентябре 1918 года Рябцев уехал в Харьков, где находилась его семья. Сотрудничал в различных изданиях, был председателем Плехановского клуба, корреспондентом журнала «Голос Толстого и Единение», издаваемого В. Г. Чертковым.

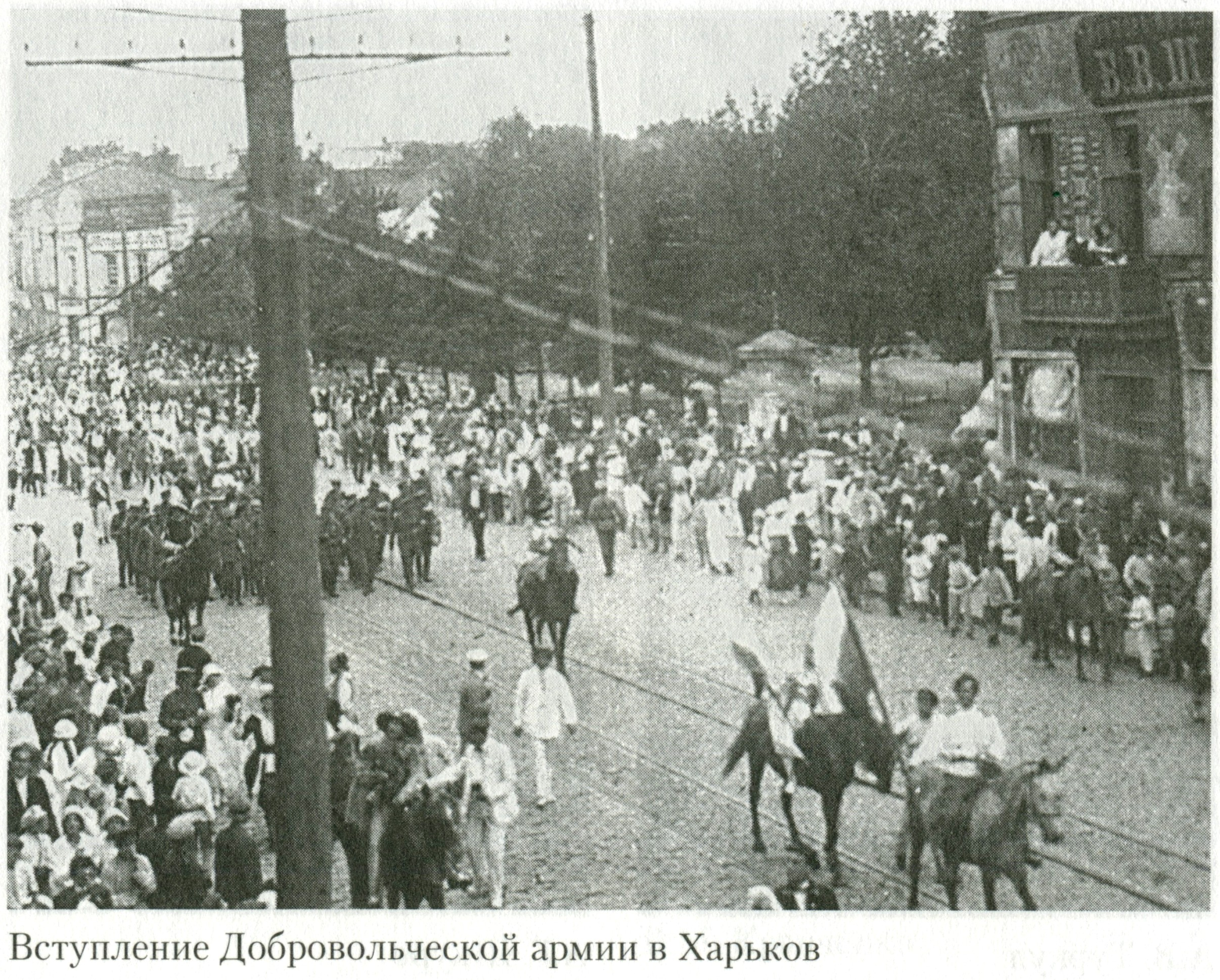
Вступление Добровольческой армии в Харьков 25 июня 1919.

В конце июня 1919 года, с занятием Харькова Добровольческой армией, был арестован. Обвинялся в противодействии корниловскому выступлению и сдаче Москвы большевикам. Убит «при попытке к бегству». Похоронен в Харькове на Иоанно-Усекновенском кладбище (кладбище снесено в годы Советской власти).
Александр Верховский упомянул о гибели Рябцева в своих мемуарах:

Спустя некоторое время Нечкин привёз новую тяжёлую весть: погиб Рябцев.

— Быть не может! — воскликнул я. — Ведь после поражения во время московского восстания Рябцев решил уклониться от борьбы и стоять в стороне…

И я вспомнил свой последний разговор с Рябцевым. Передо мной встали его милые, серые глаза — глаза мечтателя, горевшего душой за судьбы страждущего человечества, которое он так хотел видеть счастливым и свободным. Я вспомнил о беседах с ним, когда Рябцев горячо говорил о великих идеалах гуманизма, которые наконец восторжествуют на нашей родной земле. И вот Рябцев погиб…

— Кто вам сообщил об этом? — спросил я.

Оказывается, Нечкин встречался с человеком, лично видевшим похороны Рябцева. Рябцев уехал на юг и стал работать в одном из городов Украины в меньшевистской газете, проповедовавшей нейтралитет. В город вошли белые и немедленно арестовали Рябцева. Ему поставили в вину, что он недостаточно энергично боролся с большевиками, будучи командующим войсками в дни Октябрьского восстания в Москве, и в то же время проявил слишком большую энергию как начальник штаба округа в августе против корниловского выступления. Они повели его в тюрьму и по дороге «при попытке к бегству» убили…

## Оценки современников
А. И. Солженицын в романе «Красное колесо» приводит резко отрицательное высказывание П. Н. Милюкова о Рябцеве: «неврастеник, не способный распоряжаться; страшно боялся сделать шаг, за который его потом привлечёт к ответственности рев. демократия».